# Wenn nicht mehr Zahlen und Figuren
Wenn nicht mehr Zahlen und Figuren ist ein Gedicht von Novalis (Georg Philipp Friedrich von Hardenberg) aus dem Jahr 1800. Es enthält einige zentrale Vorstellungen Novalis’ von einer romantischen Universalpoesie und wird häufig als programmatisch für die Romantik zitiert.

## Inhalt
Wenn nicht mehr Zahlen und Figuren

Sind Schlüssel aller Kreaturen

Wenn die, so singen oder küssen,

Mehr als die Tiefgelehrten wissen,

Wenn sich die Welt ins freye Leben

Und in die Welt wird zurück begeben,

Wenn dann sich wieder Licht und Schatten

Zu ächter Klarheit werden gatten,

Und man in Mährchen und Gedichten

Erkennt die ewgen Weltgeschichten,

Dann fliegt vor Einem geheimen Wort

Das ganze verkehrte Wesen fort.

## Kommentar
Das Gedicht steht im Romanfragment Heinrich von Ofterdingen. Nicht selbstverständlich ist es, dass in diesem Gedicht „Zahlen und Figuren“ herabgesetzt werden, da Novalis sich neben Philosophie und Jurisprudenz auch intensiv mit Naturwissenschaften beschäftigt hat und zwei Jahre an der Bergakademie in Freiberg immatrikuliert und dann in der Salinendirektion in Weißenfels tätig war. Für die Dichter der Aufklärung war der Zugang zum Kosmos an Rationalität gebunden. Mit diesem Streben  bricht die Romantik und Novalis.
Noch 1798 hatte Novalis in seinem „Monolog“ den Zauber von mathematischen Formeln gerühmt:

„Wenn man den Leuten nur begreiflich machen könnte, daß es mit der Sprache wie mit den mathematischen Formeln sei – Sie machen eine Welt für sich aus – Sie spielen nur mit sich selbst, drücken nichts als ihre wunderbare Natur aus, und eben darum sind sie so ausdrucksvoll — eben darum spiegelt sich in ihnen das Verhältnißspiel der Dinge.“

Novalis misstraut den „Tiefgelehrten“ und findet den Schlüssel zum Verständnis der Welt bei den Sängern und den Liebenden. Der Gedanke von der „Rückkehr der Welt in die Welt“ verweist auf den Mystiker Jakob Böhme. Mit diesem Gedanken wendet sich Novalis bzw. dieses Gedicht zwar gegen die Aufklärung, aber nicht mit romantischem Gefühl, sondern mit klar strukturiertem Gedanken (siehe Form unten).
Der 1. und 2. Vers üben Kritik am Anspruch der Naturwissenschaften und ihren rational-quantitativen Methoden (Zahlen und Figuren für Formeln und geometrische Strukturen), das „Geheimnis der Welt“ erklären zu können. Mit den Ausdrücken Schlüssel und Kreaturen ist das wissenschaftliche Wortfeld bereits verlassen in Richtung Mystik und Religion.
Der 3. und 4. Vers kritisiert die Tiefgelehrten (d. h. die Vertreter der rationalen Wissenschaft), indem bzw. weil die, die singen, oder küssen (d. h. ganzheitlich musisch bzw. lyrisch Schaffende oder Liebende) mehr wissen.
Der 5./6. Vers beinhalten eine komplexe zweiteilige Aussage: Die Welt kann im 18. Jh. zwei Bedeutungen haben: die gebildete, adlig-bürgerliche Welt der Gesellschaft der „Konventionen“ stellt einen Gegensatz zum freien, spontan-emotionalen unverfälschten Leben dar. Oder Welt ist als „Schöpfung“ die natürlich-göttliche Ordnung des Kosmos, aus der als der heilen Ursprungswelt die Aufklärung den Menschen herausriss. Ziel der Geschichte ist deshalb die heilsgeschichtliche Wiederherstellung des ursprünglichen paradiesischen Zustandes (in die Welt zurück).
Der 7. und 8. Vers bringen die vierte, vorletzte Bedingung: Das Licht ist das Bild für die Verstandes-Erkenntnis der Aufklärung, die mit der Fackel der Vernunft das Licht der Wahrheit in das Dunkel (Schatten) des Aberglaubens und Fanatismus, des Unwissens und des Irrtums trägt. Für die Romantik war aber bekanntlich das Dunkle und die Nacht nichts Negatives, sondern Ermöglichung von wahrem Erkennen, intuitivem Wissen, mystischen Weisheiten. Die echte Klarheit steht natürlich im Gegensatz zum bloßen Licht des Verstandes der Aufklärung.
Der 9. und 10. Vers bringen als Höhepunkt der Wenn-Kumulation die Behauptung, die wahren Weltgeschichten seien nicht in den gelehrten Wissenschaften, sondern in poetischen Märchen und Gedichten zu finden. Damit erweist sich das Gedicht als selbst-reflexiv. In Märchen und Gedichten sieht Novalis zeitlose Bilder von archetypischen Situationen, Konflikten und menschlichen Zuständen ausgedrückt. Er befindet sich damit im Rahmen naturphilosophischer Ansichten seiner Zeit, wie sie z. B. Gotthilf Heinrich Schubert in seinem Werk Ansichten von der Nachtseite der Naturwissenschaften 1808 äußerte. Schubert begriff hier die Mythen alter und neuerer Zeit als zeitlose Repräsentation von Archetypen im Sinne Carl Gustav Jungs.
Der 11. und 12. Vers schließlich bringen die ersehnte Folgerung aus den zuvor gesetzten Bedingungen: nur schon vor Einem geheimen Wort (vgl. Eichendorffs vierzeiliges Gedicht „Wünschelrute“: Schläft ein Lied in allen Dingen, / die da träumen fort und fort, / und die Welt hebt an zu singen, / triffst du nur das Zauberwort.) – d. h. dem Wort des romantischen Dichters – fliegt das ganze verkehrte Wesen fort (d. h. die gelehrte Wissenschaft samt ihren Methoden und Einzelerkenntnissen) und macht der Befreiung des Daseins aus der Unterdrückung durch Verstandes- und Gesellschaftsnormen Platz. Das Motiv des geheimen, nur einem eingeweihten Kreis bekannten Wortes ist der Konzeption Hölderlins und den späteren Haltungen des Kreises um Stefan George verwandt.

## Form
Dem geschlossenen Gedankengang entspricht die einstrophige Einheit, die aus 12 Versen besteht. Das Versmaß ist ein jambischer Vierheber. Als Reimschema wird ein Paarreim verwendet mit jeweils zwei aufeinander folgenden Versen [aa bb cc …] Der Versausgang ist, bis auf die letzten beiden Verse, eine weibliche Kadenz. Das ganze Gedicht besteht aus einem einzigen konditionalen Satzgefüge: Vier Nebensätze mit „Wenn“ (rhetorisches Mittel Anapher) gehen einem „Dann“-Satz voraus und bilden mit ihm eine logisch-grammatische Einheit nach dem Konsekutiv-Prinzip (siehe Kommentar).

## Adaptionen
- Konstantin Wecker: Novalis. Erschienen auf dem Album Ohne Warum (2015). Musik: Konstantin Wecker, Text: Novalis/ Konstantin Wecker.
- Novalis (Band): „Wenn nicht mehr Zahlen und Figuren.“ Erschienen auf dem Album Brandung (1977), Musik: Fred Mühlböck

## Einzelbelege
1. ↑  Thomas Gräff: Lyrik von der Romantik bis zur Jahrhundertwende. Oldenbourg Interpretationen 96, Oldenbourg, 1. Aufl., 2000, S. 41.
2. ↑  Novalis: Schriften (Historisch-kritische Ausgabe), Bd. 1: Das dichterische Werk, herausgegeben von Paul Kluckhohn und Richard H. Samuel. Kohlhammer, Stuttgart, 2., nach den Handschriften 13. ergänzte, erweiterte und verbesserte Aufl. 1960, S. 344.
3. ↑  Walter Hinck: „Stationen der deutschen Lyrik. Von Luther bis in die Gegenwart — 100 Gedichte mit Interpretationen“. Vandenhoeck & Ruprecht, 2000, S. 77.
4. ↑  Novalis: Werke, herausgegeben und kommentiert von Gerhard Schulz. C.H. Beck, München 2001, S. 426.
5. ↑  Thomas Gräff: Lyrik von der Romantik bis zur Jahrhundertwende. Oldenbourg Interpretationen 96, Oldenbourg, 1. Aufl., 2000, S. 42 und 43.
6. ↑  Thomas Gräff: Lyrik von der Romantik bis zur Jahrhundertwende. Oldenbourg Interpretationen 96, Oldenbourg, 1. Aufl., 2000, S. 43.